# Luis Enríquez de Cabrera y Mendoza
Luis Enríquez de Cabrera y Mendoza (fallecido en Valladolid, 17 de agosto de 1600) fue VIII almirante de Castilla, IV duque de Medina de Rioseco y VI conde de Melgar.  Perteneció al importante linaje de los Enríquez.

## Biografía
Sus padres fueron Luis Enríquez de Cabrera y Ana de Mendoza. Se casó con Vittoria Colonna Henríquez-Cabrera en el año 1587.

## Vida pública
Durante su señorío pasó el almirantazgo por momentos de decadencia lo que obligó a ejercer una fuerte presión fiscal sobre los pobladores de sus dominios, a pesar de lo cual fue muy apreciado. Para salir de la situación, explotó unos terrenos muy fértiles que poseía en el condado de Módica (Sicilia), organizando también la ciudad italiana de Città di Vittoria, fundada por su esposa el 24 de abril de 1607, a semejanza de Medina de Rioseco, hasta el punto que coincide en las fiestas, la tipología y costumbres. Murió en 1600 siendo enterrado en el convento de San Francisco de Medina de Rioseco.
Continuó el linaje su hijo Juan Alfonso Enríquez de Cabrera y Colonna. Tuvo otros dos hijos, Ana Enríquez de Cabrera y Colonna y Maximiliano Cabrera y Colonna.